# Christopher Doyle
Christopher Doyle (tiếng Trung: 杜可風 <杜可风> (Đỗ Khả Phong)/ Dù Kě Fēng, sinh ngày 2 tháng 5 năm 1952) là một nhà quay phim người Úc sống và làm việc chủ yếu tại Hồng Kông. Doyle được biết tới nhiều nhất qua các bộ phim ông quay cho đạo diễn Vương Gia Vệ, bên cạnh đó ông cũng là nhà quay phim của nhiều bộ phim nổi tiếng khác của điện ảnh Hồng Kông. Trong sự nghiệp của mình, Christopher Doyle đã giành rất nhiều giải thưởng tại các giải thưởng, liên hoan phim của Hồng Kông và Đài Loan như Giải thưởng Điện ảnh Hồng Kông hay Giải Kim Mã. Ông cũng từng được trao giải kỹ thuật tại Liên hoan phim Cannes và Liên hoan phim Venezia.

## Tiểu sử
Christopher Doyle sinh năm 1952 tại Sydney, Úc tuy nhiên ông sống và làm việc chủ yếu tại Hồng Kông, nơi ông coi là nhà của mình. Ông bắt đầu sự nghiệp năm 1983 với một bộ phim của điện ảnh Đài Loan có tựa đề That Day at the Beach. Năm 1990, ông bắt đầu mối hợp tác lâu dài và thành công với đạo diễn Vương Gia Vệ khi đảm nhiệm vị trí quay phim cho bộ phim thứ hai của đạo diễn Vương là A Phi chính truyện. Sau A Phi chính truyện, Doyle tiếp tục hợp tác với Vương Gia Vệ trong tất cả các phim điện ảnh của đạo diễn này trong thời gian từ 1991 tới 2007 và đã giành được rất nhiều giải thưởng cho hạng mục Quay phim xuất sắc nhất ở các giải Kim Mã, HKFA và Kim Tử Kinh nhờ các tác phẩm này. Bên cạnh mối hợp tác với Vương Gia Vệ, Doyle còn tham gia quay một số tác phẩm nổi tiếng khác của Hồng Kông như Anh hùng (2002) của đạo diễn Trương Nghệ Mưu hay Nếu như yêu (2005) của đạo diễn Trần Khả Tân.
Bên ngoài Hồng Kông, Christopher Doyle đôi khi cũng đảm nhận việc quay phim cho một số phim của Hollywood như Người Mỹ trầm lặng (The Quiet American, 2002) của đạo diễn Phillip Noyce hay Paranoid Park (2007) của đạo diễn Gus Van Sant. Ông còn được mời vào vai trò đạo diễn phần Porte de Choisy của phim Paris, je t'aime thực hiện tại Paris năm 2006. Bộ phim duy nhất cho tới nay Doyle đảm nhiệm vai trò đạo diễn (kiêm biên kịch) là Away with Words (1999).

## Phim tham gia

### Với Vương Gia Vệ
- A Phi chính truyện (1991)
- Trùng Khánh Sâm Lâm (1994)
- Đông Tà Tây Độc (1994)
- Đọa loạc thiên sứ (1995)
- Xuân quang xạ tiết (1997)
- Tâm trạng khi yêu (2000)
- 2046 (2004)
- Eros (phần The Hand, 2004)

### Tác phẩm khác
- Đạp huyết tầm mai (2015) - đạo diễn Ông Tử Quang
- Paranoid Park (2007) - đạo diễn Gus Van Sant
- Dumplings (2006) - đạo diễn Trần Quả
- Invisible Waves (2006) - đạo diễn Pen-Ek Ratanaruang
- Lady in the Water (2006) - đạo diễn M. Night Shyamalan
- The White Countess (2005) - đạo diễn James Ivory
- Three... Extremes (2004) - đạo diễn Trần Quả
- Green Tea (2003) - đạo diễn Trương Nguyên
- Last Life in the Universe (2003) - đạo diễn Pen-Ek Ratanaruang
- Vô gian đạo (2002) - đạo diễn Lưu Vỹ Cường, Mạch Triệu Huy
- Anh hùng (2002) - đạo diễn Trương Nghệ Mưu
- Người Mỹ trầm lặng (2002) - đạo diễn Phillip Noyce
- Tam canh (2002) - đạo diễn Trần Khả Tân
- Rabbit-Proof Fence (2002) - đạo diễn Phillip Noyce
- Made (2001) - đạo diễn Jon Favreau
- Liberty Heights (1999) - đạo diễn Barry Levinson
- Away with Words (1999) - đạo diễn Christopher Doyle
- Psycho (1998) - đạo diễn Gus Van Sant
- First Love: The Litter on the Breeze (1997) - đạo diễn Cát Dân Huy
- Motel Cactus (1997) - đạo diễn Ki-Yong Park
- 4 Faces of Eve (1996)
- Yang ± Yin: Gender in Chinese Cinema (1996) - đạo diễn Quan Cẩm Bằng
- Temptress Moon (1996) - đạo diễn Trần Khải Ca
- The Peony Pavilion (1995) - đạo diễn Chen Kuo-fu
- Red Rose White Rose (1994) - đạo diễn Quan Cẩm Bằng
- The Red Lotus Society (1994) - đạo diễn Lại Thanh Xuyên
- The Peach Blossom Land (1992) - đạo diễn Lại Thanh Xuyên
- Mary from Beijing (1992) - đạo diễn Trương Ngải Gia
- Her Beautiful Life Lies (1989) - đạo diễn Khu Đinh Bình
- My Heart Is That Eternal Rose (1987) - đạo diễn Đàm Gia Minh
- Soul (1986) - đạo diễn Kei Shu
- Noir et Blanc (1986) - đạo diễn Claire Devers
- That Day, on the Beach (1983) - đạo diễn Dương Đức Xương